# Alburnus istanbulensis
Alburnus istanbulensis är en fiskart som beskrevs av Battalgil, 1941. Alburnus istanbulensis ingår i släktet Alburnus och familjen karpfiskar. IUCN kategoriserar arten globalt som livskraftig. Inga underarter finns listade i Catalogue of Life.